# Tekirdağ (tartomány)
Tekirdağ tartomány Törökország egyik északnyugati tartománya (régen Trákia). Székhelye Tekirdağ (Rodostó).

## Közigazgatás
Kilenc körzetre (ilcse) oszlik: Çerkezköy, Çorlu, Hayrabolu, Malkara, Marmara Ereğli, Muratlı, Saray, Şarköy és Tekirdağ.

## Történelem
II. Rákóczi Ferenc-et ide száműzték és itt is halt meg

## Érdekességek
A tartomány híres a
- "tekirdağ-i köfte" nevű fasírtról,
- a törökök nemzeti italáról, a rakıról,
- magyarok II. Rákóczi Ferencről ismerik elsősorban.

## Külső hivatkozások
Koordináták: é. sz. 41° 05′ 11″, k. h. 27° 21′ 28″41.086389°N 27.357778°E